# Bhadrāchalam
Bhadrāchalam är en ort i Indien.   Den ligger i distriktet Khammam och delstaten Telangana, i den centrala delen av landet, 1 300 km söder om huvudstaden New Delhi. Bhadrāchalam ligger 61 meter över havet och antalet invånare är 45 656.
Terrängen runt Bhadrāchalam är platt. Runt Bhadrāchalam är det ganska tätbefolkat, med 144 invånare per kvadratkilometer. Det finns inga andra samhällen i närheten. Omgivningarna runt Bhadrāchalam är en mosaik av jordbruksmark och naturlig växtlighet.